# Agasanahalli, Dharwad
Agasanahalli là một làng thuộc tehsil Dharwad, huyện Dharwad, bang Karnataka, Ấn Độ.